# Arthur Fitzwilliam Tait

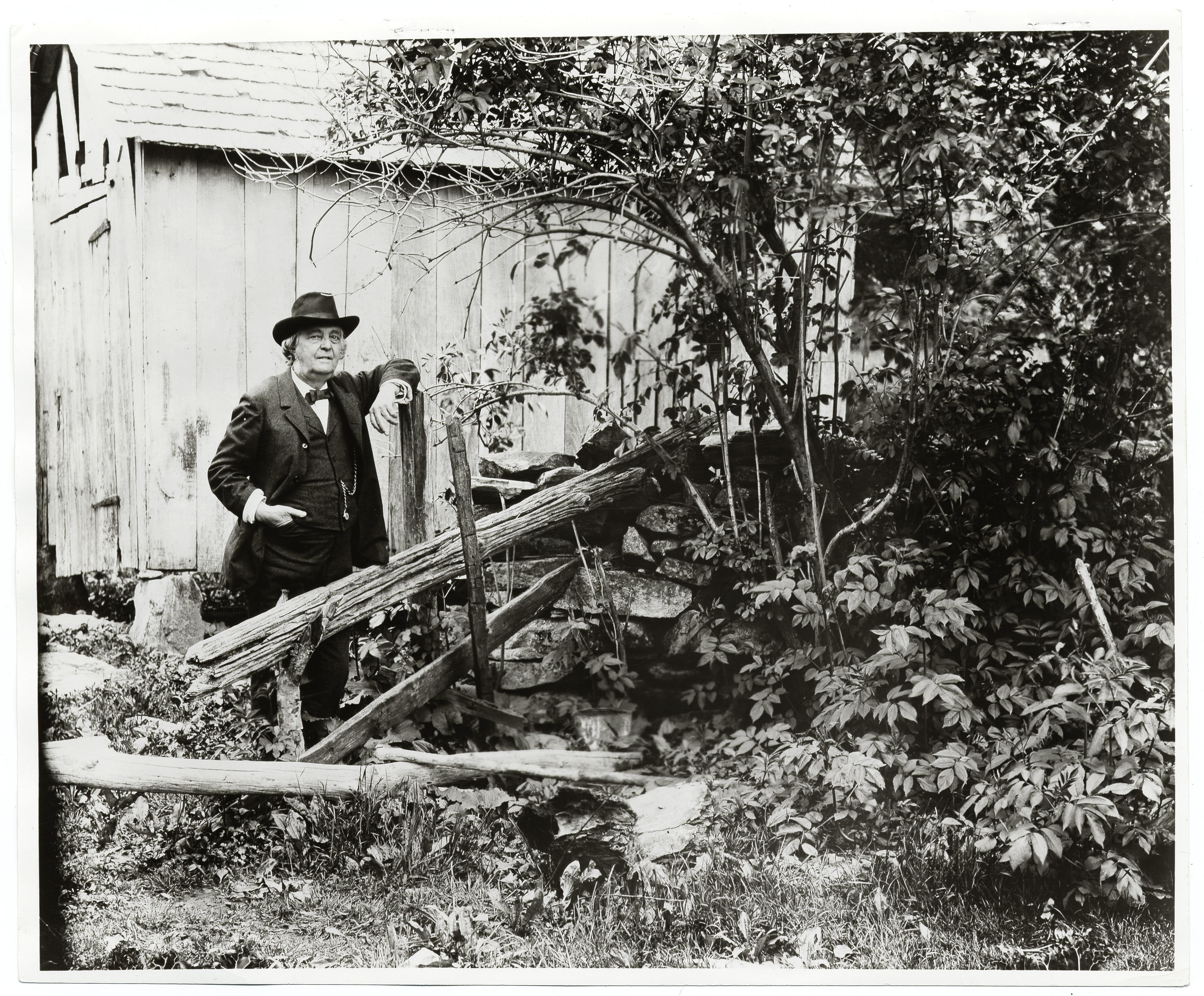
Arthur Fitzwilliam Tait

Arthur Fitzwilliam Tait (* 5. Februar 1819 in Lively Hall, Vereinigtes Königreich Großbritannien und Irland; † 28. April 1905 in Yonkers, New York) war ein US-amerikanischer Maler, der für seine Gemälde von Wildtieren bekannt war. Während des Großteils seiner Laufbahn gehörte er der Künstlerszene von New York City an.

## Werdegang
Arthur Fitzwilliam Tait, Sohn eines Seehändlers, wurde 1819 während der Regierungszeit von König Georg III. in Lively Hall bei Liverpool geboren. Mit acht Jahren sandte man ihn dann zu seinen Verwandten außerhalb von Lancaster, da sein Vater insolvent wurde. Während dieser Zeit entdeckte er seine Liebe zu den Tieren, der Natur, der Jagd und dem Fischen, die ihm später als Maler als stetige Inspiration diente. Mit 12 Jahren trat er eine Anstellung bei Agnew & Zanetti Repository of Art in Manchester an. Zu diesem Zeitpunkt begann er als Autodidakt zu malen. Seine Arbeit bestand hauptsächlich aus der Reproduktion von Lithografien, die bei Agnew's Ausstellungen ausgestellt wurden. 1838 gab er seine Stellung bei Agnew & Zanetti Repository of Art auf, um zu heiraten.
Seine Neugier auf die Vereinigten Staaten wurde in den späten 1840er Jahren während des Besuchs einer George-Catlin-Ausstellung in Paris geweckt, als er dort Porträts von Indianern und Artefakte sah. 1850 wanderte er in die Vereinigten Staaten ein und ließ sich dort in New York City nieder. Die meiste Zeit verbrachte er aber in den Adirondack Mountains, wo er Landschaften, Wildtiere und Jäger malte. Ab 1852 illustrierte er annähernd 36 Drucke für die renommierte Druckerei Currier and Ives. Seine Spezialität waren mittelgroße, preiswerte Tierbilder, die er in großen Stückzahlen produzierte. Bei den Ausstellungen der National Academy of Design in New York City während des späten 19. Jahrhunderts wurden mehr als 200 seiner Bilder ausgestellt. 1858 wurde er ein vollwertiges Mitglied der Academy.
Seine romantischen und dramatischen Darstellungen von Szenen in den Adirondack Mountains waren während der Bürgerkriegsjahre enorm populär.
Mit großer Geschicklichkeit malte er Geflügel und Wildvögel sowie Schafe und Hirsche. Die Reproduktionen seiner winzigen Tafelbilder von Hühnern waren enorm beliebt.
Er wurde auf dem Woodlawn Cemetery in der Bronx beigesetzt.

## Trivia
Obwohl Tait niemals weiter als in die Adirondack Mountains reiste, wird er heute als einer der wichtigsten Maler der amerikanischen Grenzregion betrachtet, zusammen mit George Catlin, William Ranney und Karl Bodmer.
Das Gemälde Good Hunting Ground: The Home of the Deer das er im August 1881 malte, wurde 2006 bei einer Auktion für 167.300 Dollar versteigert.
Trotz sich ändernder Trends in der Kunstwelt genoss Tait eine stetige Kundschaft bis zu seinem Tod mit 85 Jahren.

## Galerie

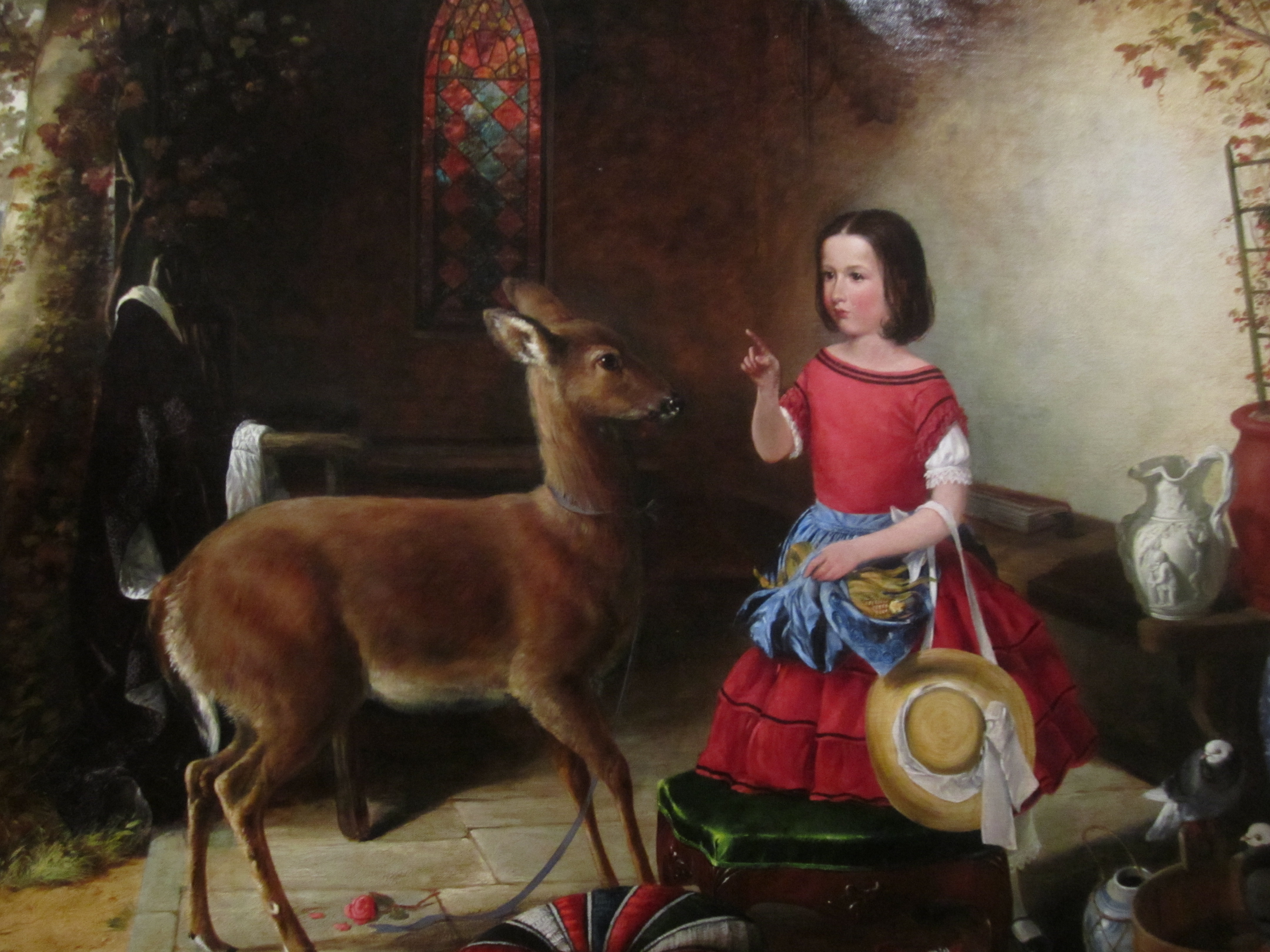
The Reprimand, 1852 (Brooklyn Museum in New York City)
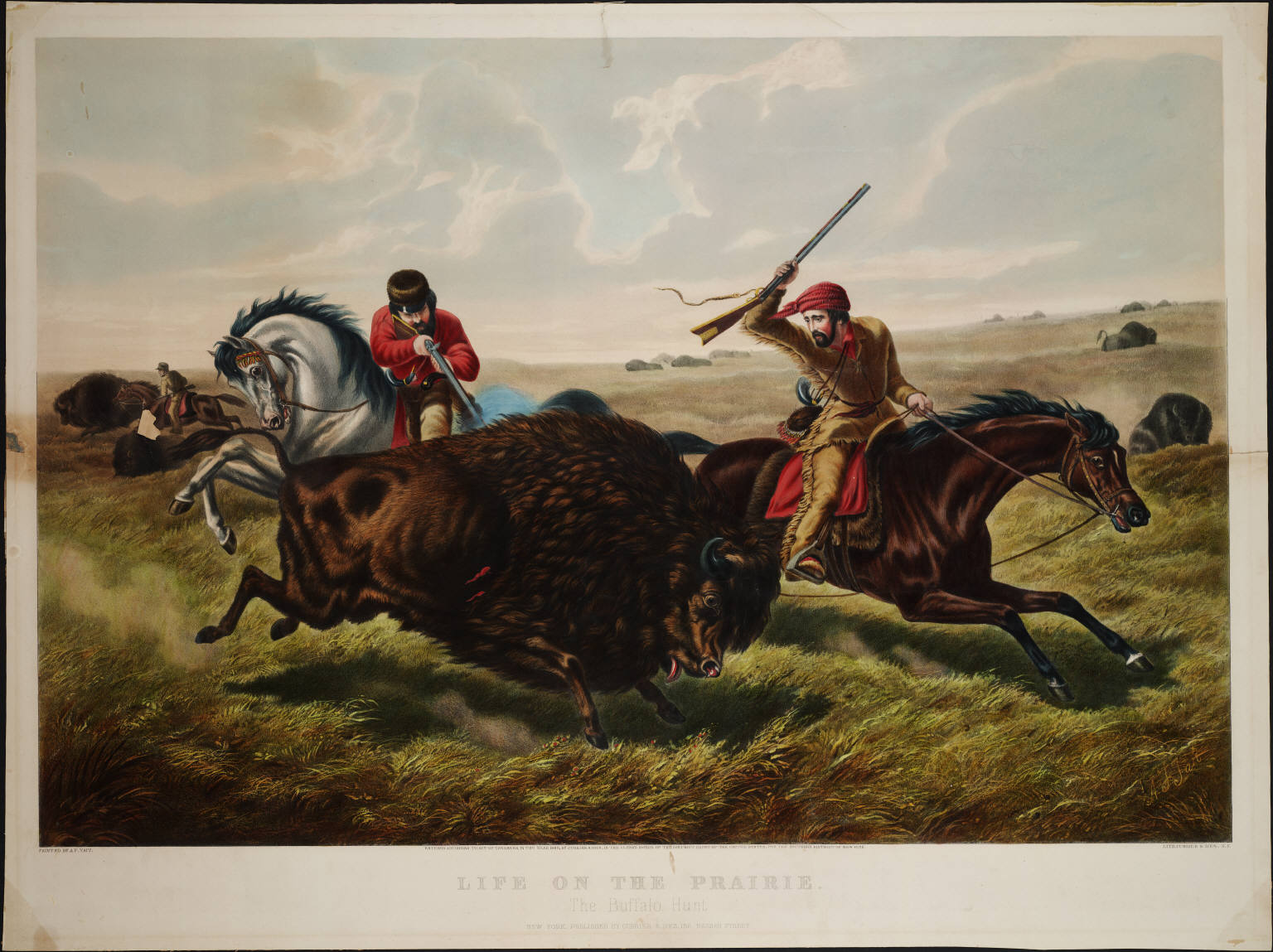
Life on the Prairie, The Buffalo Hunt, Lithografie von Currier and Ives, 1862